# Ларс Валтер Хормандер
Ларс Валтер Хормандер (24.01.1931. - 25.11.2012) био је шведски математичар који је највише допринео модерној теорији линеарних парцијалних диференцијалних једначина.

## Образовање
Рођен је у Мјелбију, на југу Шведске. Гимназију је похађао у Лунду, где је матурирао 1948. У време када је уписивао гимназију, директор исте је одлучио да спроведе експеримент тако што је смањио године трајања студија са три на две,а активности у школи је редуковао да трају највише три сата.Ово слободно време је Ларс искористио како би радио сам на унапређењу свог образовања.На њега је велики утицај имао његов ентузијастични професор математике, који је био доцент на универзитету у Лунду и који га је подстакао да студира математику на универзитетском нивоу.

## Радови
Докторска теза „ О теорији генералних парцијалних дифернцијалних оператора ”, завршена је 1955. Хормандер је одбранио свој докторат 1955. на универзитету у Лунду.Његово дело „Анализа линеарних парцијалних диференцијалних опертора I - IV” се сматра основном литературом на тему линеарних парцијалних диференцијалних оператора.

## Награде
- Филдсова медаља 1962.
- „Вучија награда ” 1988.
- Награда Лерој П. Стила 2006.